# 臭豆腐

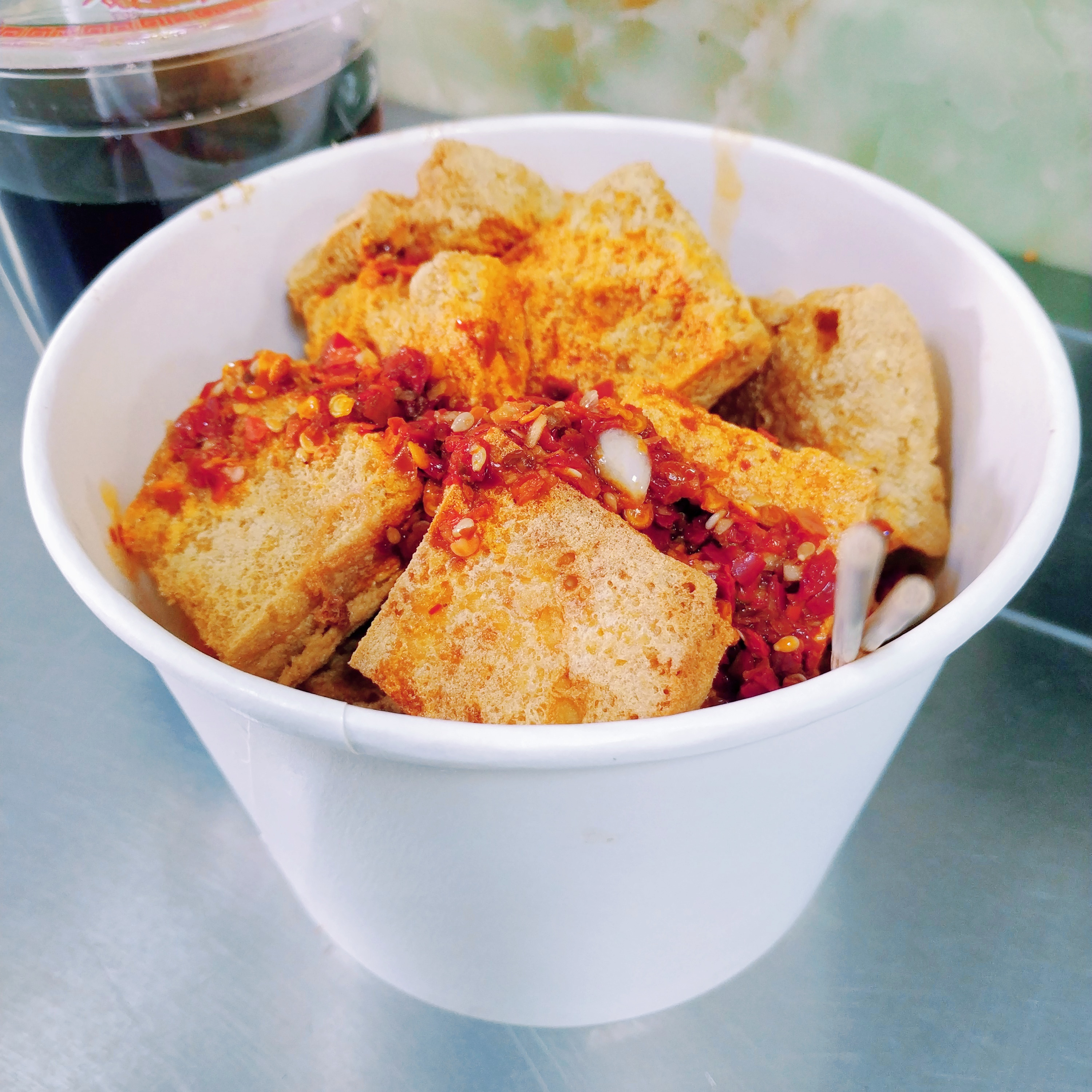
青島的西鎮臭豆腐，淋有香醋和蒜蓉辣椒

臭豆腐是由豆腐发酵制作而来，是香港，长沙、南京、绍兴、台灣等地的小吃之一，并流传世界其它地方，但各地的製作方式、食用方法均有相當大的差異。臭豆腐属于高钠食品，但富含发酵食品中普遍存在的维生素B12，另外臭豆腐含有必需胺基酸離胺酸（lysine），應避免與還原醣共同加熱，以免產生糖化終產物等致癌物。

## 起源
相傳清朝康熙八年，安徽仙源縣舉人王致和赴京趕考，不幸名落孫山，留在北京經營豆腐舖。一日王致和因累積不少存貨，打算製作豆腐乳，將豆腐切成小塊，放入罈中。過幾天打開罈子，發現豆腐變成青色，而且奇臭無比，不過卻非常好吃，所以決定將臭豆腐乳當成商品出售。此臭豆腐乳淵源及型態與現代臭豆腐不同，現代臭豆腐更相近明代以前成名的安徽毛豆腐，且據說早期的臭豆腐是由腐水浸泡入味而得。

## 製作過程
臭豆腐是一種發酵製品，把原本無味的豆腐自然發酵，台灣傳統的浸泡液是把莧菜較老的部份，浸泡在洗米水中，放在常溫下發酵六個月，產生那特殊的氣味。但隨著地區、食用方法的不同，製作方法及成品也有相當大的差異。新竹食品工業發展研究所培養出數種可以製造臭豆腐的菌種，可縮短培養臭滷水發酵期為一個月，並將臭滷水發酵菌組技術轉移給民間。

### 臭豆腐干
至於供「油炸臭豆腐」使用的臭豆腐，手續則沒有青方複雜。為了求大量生產方便，一般而言都是以新鮮豆腐短暫浸泡「臭滷水」，讓臭滷水中的細菌、真菌分解豆腐中的蛋白質，進而使豆腐的組織鬆弛，並且散發出臭味，然後就可以油炸。有些廠商為了求快，甚至不待分解程序完成，只要臭滷水的臭味入味後，隨即出貨，也因此，油炸臭豆腐的口感和油炸普通豆腐的口感相似。

### 臭滷水
1. 自然發酵的臭滷水是在水缸中放入稻草、豬肉等肉類，然後任由其露天自然發酵、腐敗，經過幾個月後，就可以放入豆腐，不過這種方法非常不衛生，而且都會長蛆。
2. 許多廠商使用發酵菌接種的方式，直接培養臭滷水，不但發酵的時間短，而且安全衛生，可以大量生產。
3. 亦有以純植物為基礎，天然發酵而成的滷水，是以刺桐葉、野莧菜、竹筍、菜心、冬瓜、薑、花椒等數十種蔬菜或植物，加些許的鹽加以醃製，讓它在自然環境的室溫中，經長期靜置八個月以上，自然發酵而成。

## 料理方式

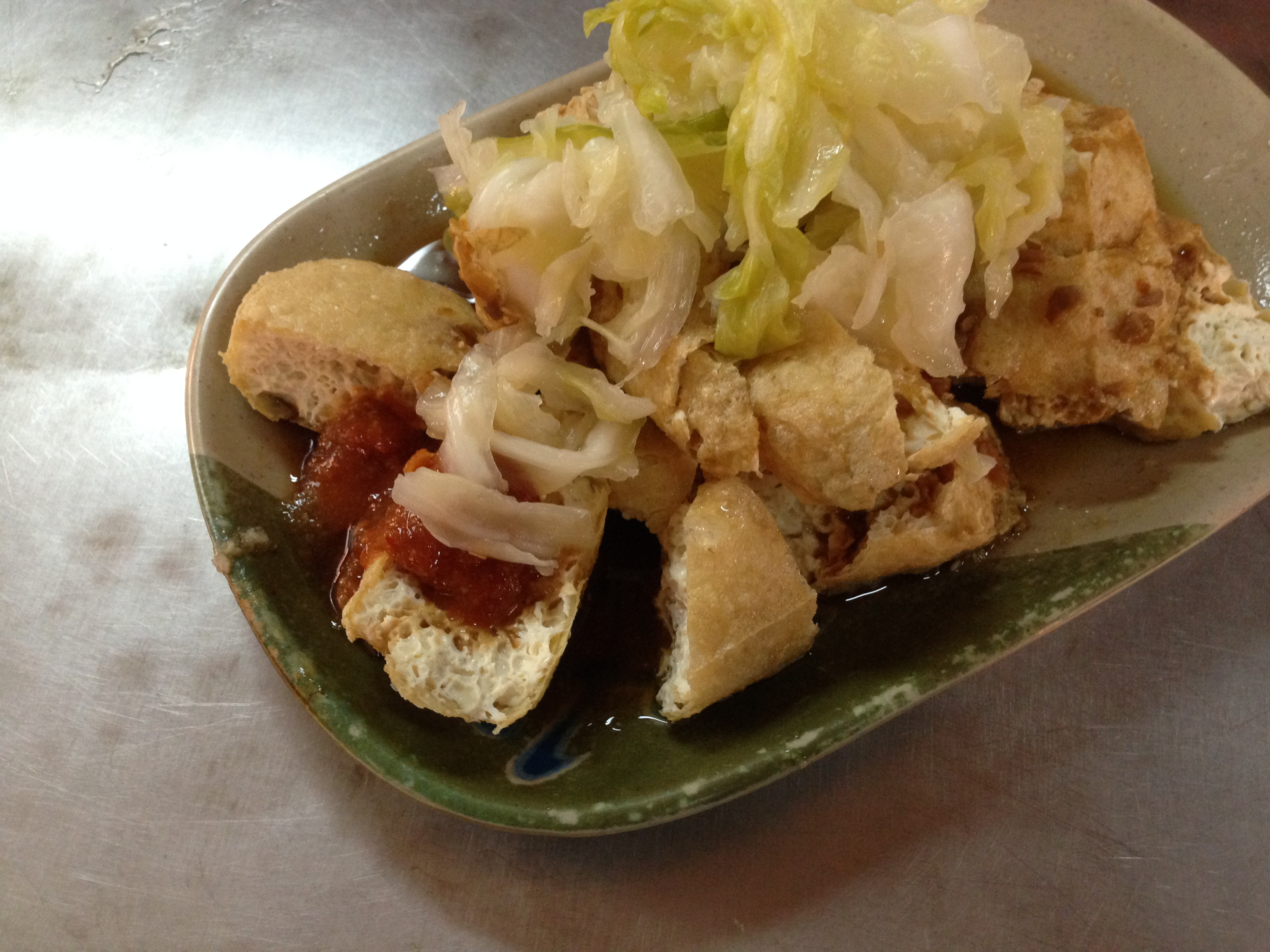
油炸臭豆腐

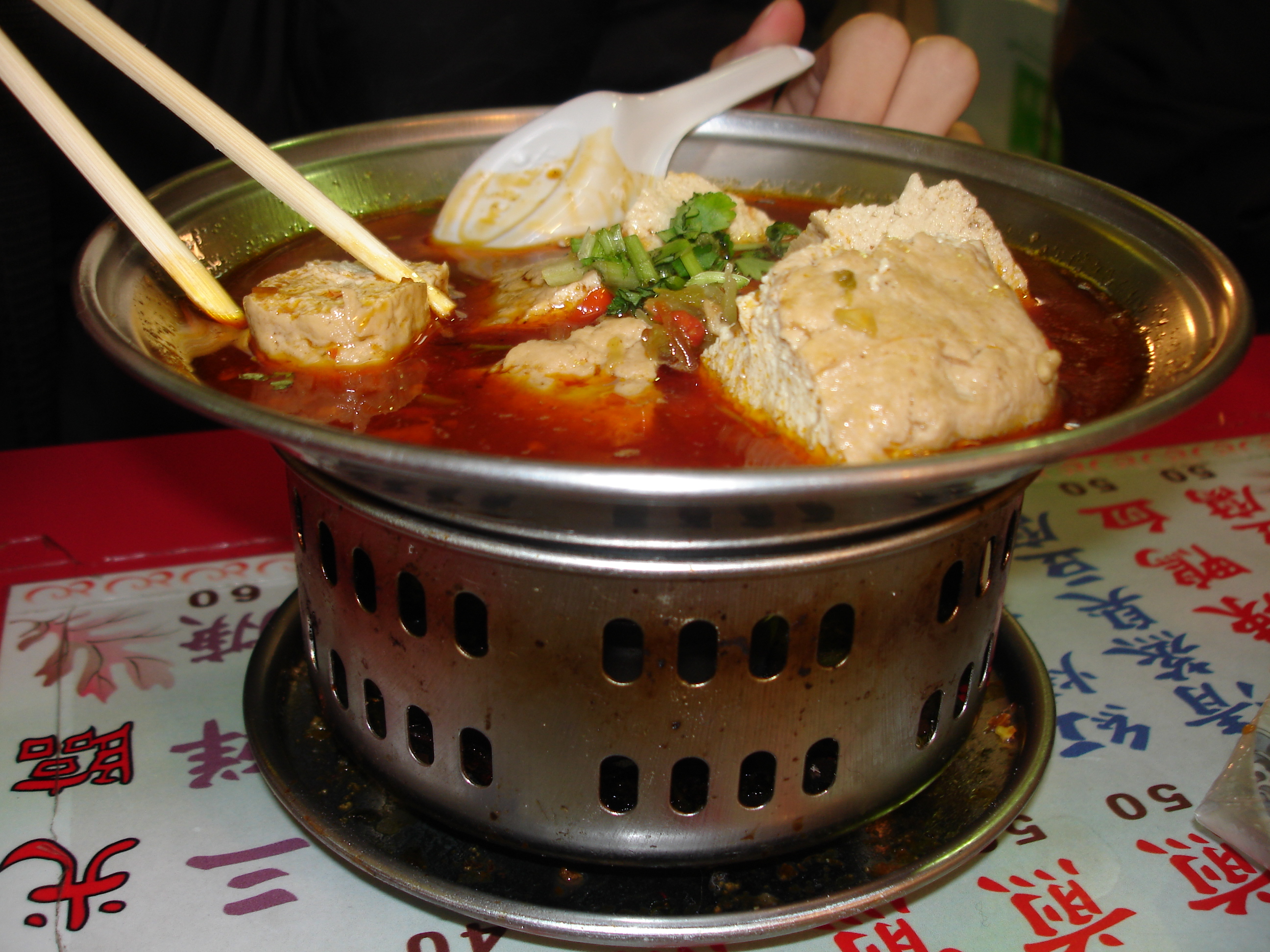
臭豆腐火鍋

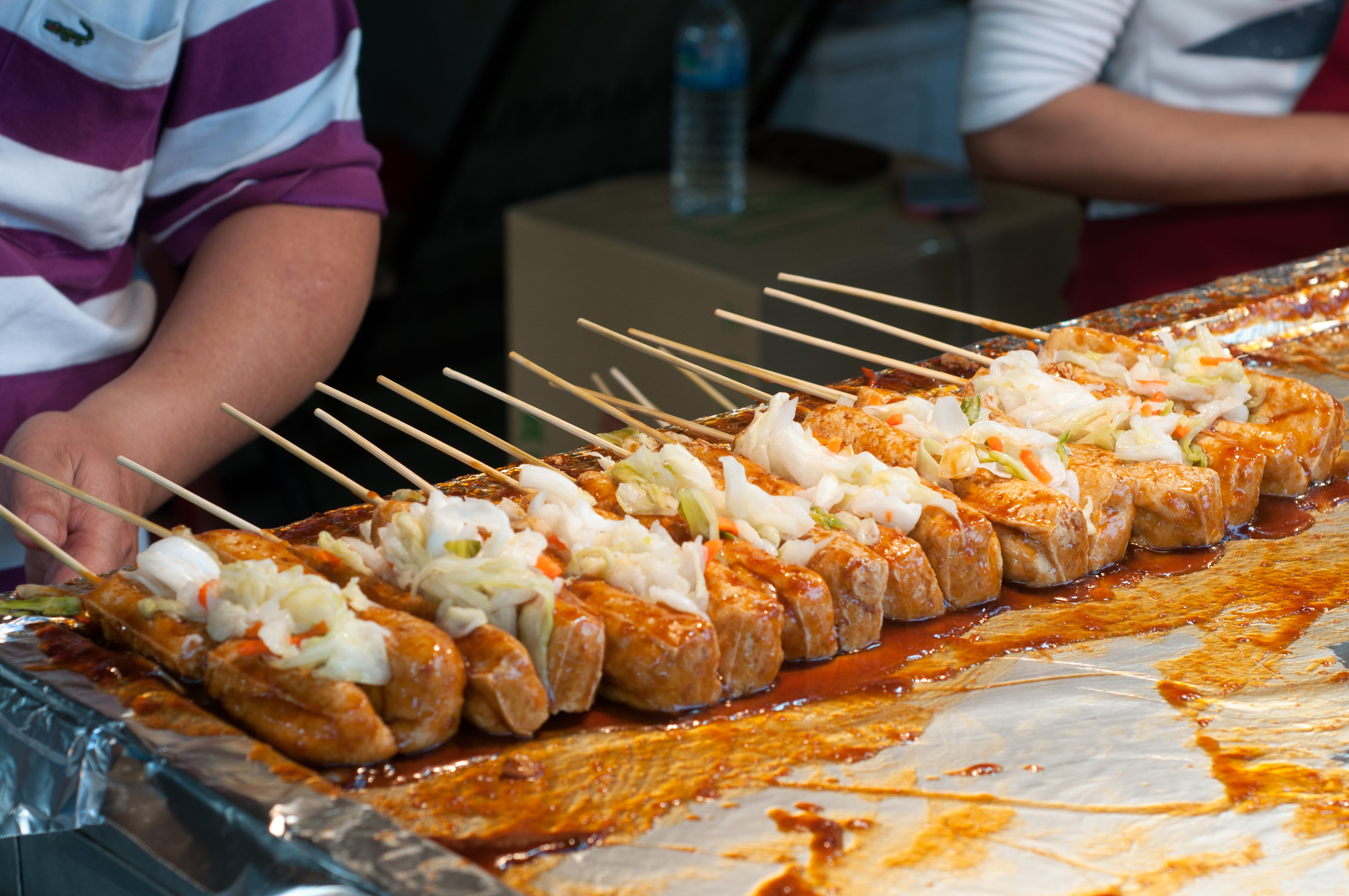
炭烤臭豆腐

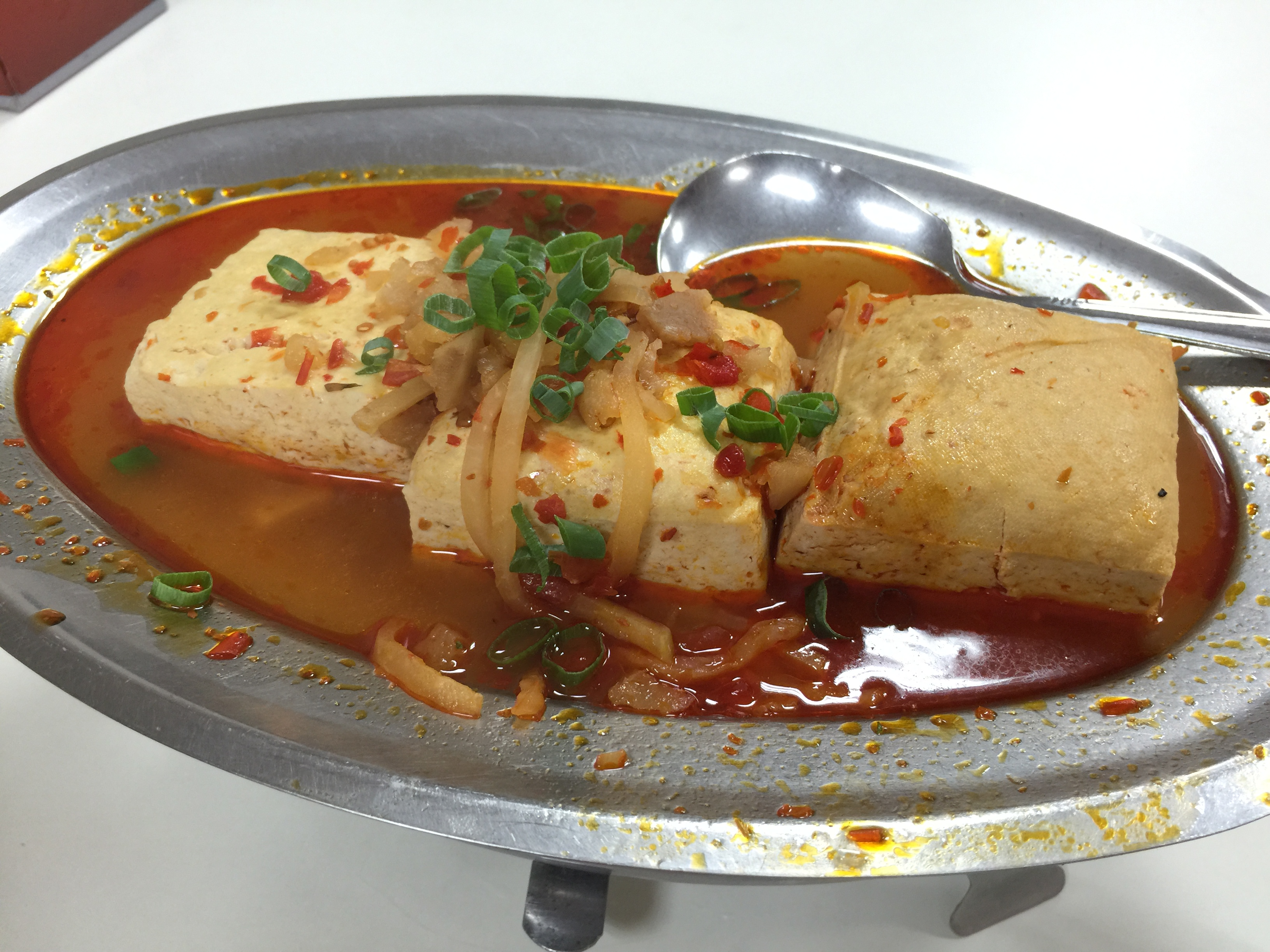
清蒸臭豆腐

### 油炸臭豆腐
油炸方式又分两大類：
1. 較嫩的吃法，臭豆腐炸至外皮酥脆，撈起瀝乾油後，切塊裝盤或裝袋。
2. 較酥的吃法，臭豆腐炸至外皮酥脆，撈起後對角切四塊後，再回鍋繼續炸，直到看起來都呈現金黃色後，再撈起瀝乾油後，裝盤或裝袋。但這種吃法比較油膩。

### 臭豆腐火鍋
一般簡稱為｢臭臭鍋｣，是以火鍋高湯加入少許配料為湯底，之後放入生的臭豆腐乾（或過水後的臭豆腐乾），注入溫的高湯及加入其他佐料、調味料（如鹽、紅糖、辣椒粉、胡椒粉、生辣椒、蔥白、青蔥、香菜、蒜頭、辣油、醬油、香油、豆油、五香粉等等）並其他配料（火鍋料、肉片捲、配菜、蔬菜、泡菜和沾醬）一同上桌。上桌後點火煮滾由食客加入想吃的配料下鍋，即可取食。如同涮涮鍋一樣，只是前者加入臭豆腐而已。目前臭臭鍋僅流行於台灣，因臭臭鍋所開設的餐館也頗多。臭臭鍋目前的種類有：原味臭臭鍋、泡菜臭臭鍋、海鮮臭臭鍋和綜合臭臭鍋等。

### 臭豆腐乳
北京闻名的王致和臭豆腐为臭豆腐乳，是一种腐乳，与南方流行的臭豆腐干是两种不同的食品。王致和臭豆腐乳不能油炸，为馒头和大饼等面食的配品，并曾经为慈禧所喜爱，并赐雅名“御青方”，简称青方。

### 炭烤臭豆腐
炭烤臭豆腐是台灣夜市裡常見的小吃，用竹籤穿過食材後，塗抹烤肉醬，在炭火上烤數分鐘。外皮酥脆，內裡鬆軟，入口即化，因為加入了大量的調味醬，也使得臭豆腐原本的氣味被覆蓋許多。

### 清蒸臭豆腐
清蒸臭豆腐是類似清蒸魚的作法，將臭豆腐加入清淡爽口的湯底中，用清蒸的方式烹調。例如浙江特色小吃蒸双臭即是将臭豆腐和臭菜梗同蒸。

## 各地臭豆腐
臭豆腐在各地的制作方式和食用方式均存在差异。

### 长沙湘式臭豆腐
湖南长沙的臭豆腐干制作方法多样，分为黄皮和黑皮臭豆腐两种，其中黑皮居多。长沙的臭豆腐一定配以剁辣椒，口味香辣，以长沙火宫殿小吃的臭豆腐为官方代表，毛泽东、朱镕基等曾光临并夸奖，美国《食品》杂志也亲临采访。

### 南京臭豆腐
南京臭豆腐分为两种，一种是灰白的嫩豆腐，一种是瓦灰的豆腐干。嫩臭豆腐下到油锅里炸至金黄色，就可以起锅，吃的时候浇上一些辣椒酱、芝麻酱、蒜汁、香菜、小葱、姜末，吃起来外脆内酥软，味道香浓；灰色的臭豆腐干子，在油里炸的时间需稍久一些，才能炸得透，随着诱人的臭味弥漫开来，豆腐干的表面就会起小泡泡，待色转变成灰黑色即可食用。这样的臭豆腐干子一般切成小块，串在竹签上，炸熟后直接刷上摊主备下的调味酱，趁热食之，香脆可口，颇有嚼头。
南京高淳的臭豆腐在做法上也有些与众不同。先用上好的黄豆制成水豆腐，然后把白嫩的水豆腐压制成白白的豆腐干子；再把豆腐干加入到一种卤液中。此处的卤液是最有讲究的，需要用隔年留下的烂咸菜汁做成，纯绿色、纯天然，没有添加任何色素，散发出来的是很自然的臭味。把盛放的坛子封好口，再埋到地底下，数天之后取出，白豆腐已成青墨色的臭豆腐干了。掰开豆腐干，可以看到从里面到外面，都是青墨色。

### 其他
浙江绍兴的油炸臭豆腐是用压板豆腐切成2.5厘米见方的块，放入霉苋菜梗配制卤中浸泡，一般夏季浸泡约6小时，冬季浸泡约2天，然后捞起，用清水洗净，晾干水分，投入五成热油锅中炸至外脆裡鬆即可，颜色为黄色，可蘸辣酱吃。天津街头多为南京臭豆腐，为灰白豆腐块油炸成金黄色，臭味很淡。而东北地区的油炸臭豆腐则是将豆腐以搅碎的臭豆腐乳及其它调料腌制，甚至有部分摊贩直接将豆腐下锅炸好之后再刷上臭豆腐乳制成的酱料。

## 環境問題
販賣臭豆腐的摊点散发的臭味使行人掩鼻而过，在中国大陆的城市，尤其是大城市，和烤羊肉串的摊点一样，已经受到环境保护部门的警告，正在逐渐取缔，要改在设置通风处理的店内或市场集中营业。
臭豆腐是香港的懷舊小吃之一，但生產及售賣臭豆腐產生的氣味造成不少爭議，食店售賣臭豆腐的氣味在香港受到《空氣污染管制條例》的規管，1990年代便有食店因為販賣臭豆腐造成空氣污染而遭到環境保護署檢控，更有食店因為屢次無視勸喻及票控，於2000年被告上北九龍裁判法院，最終被法庭判處罰款。控辯雙方的主要爭議點是臭味的客觀標準，裁判官在判案時認為，食店販賣臭豆腐的時候，如果未能有效降低對周遭環境的影響，即是影響他人享用清新空氣的權利。

## 食品安全问题
2003年，台湾桃園縣查出大量非法地下工廠加工的臭豆腐，現場蒼蠅漫天，污水四溢，環境惡劣，甚至製作臭豆腐的水都是抽取骯髒的地下水，此次臭豆腐事件一度造成消費者信心危機。
2007年，大公报报導了在深圳十多家存在以化學染料、餿水、污水，甚至糞水加工臭豆腐黑心食品，而非以正常方式發酵製成。製作方法及環境的衛生有嚴重問題。
部分城市的臭豆腐产业亦多次被曝光其黑色加工过程。例如在臭豆腐最受欢迎的城市——长沙、武汉等，就曾多次曝出臭豆腐加工过程中使用腐肉、化工原料等熏臭含致癌物质的报道。

## 圖片集

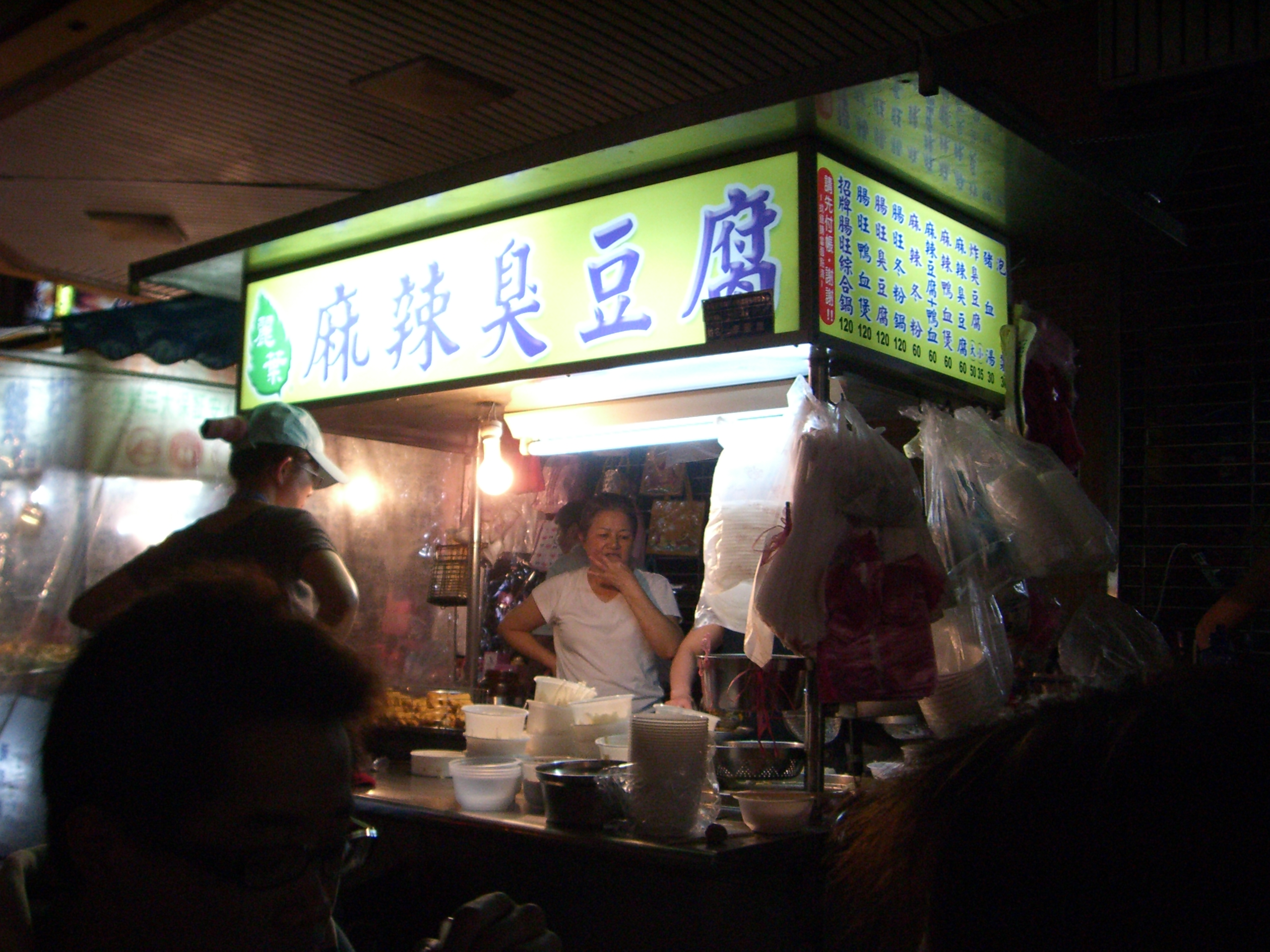
臭豆腐攤販
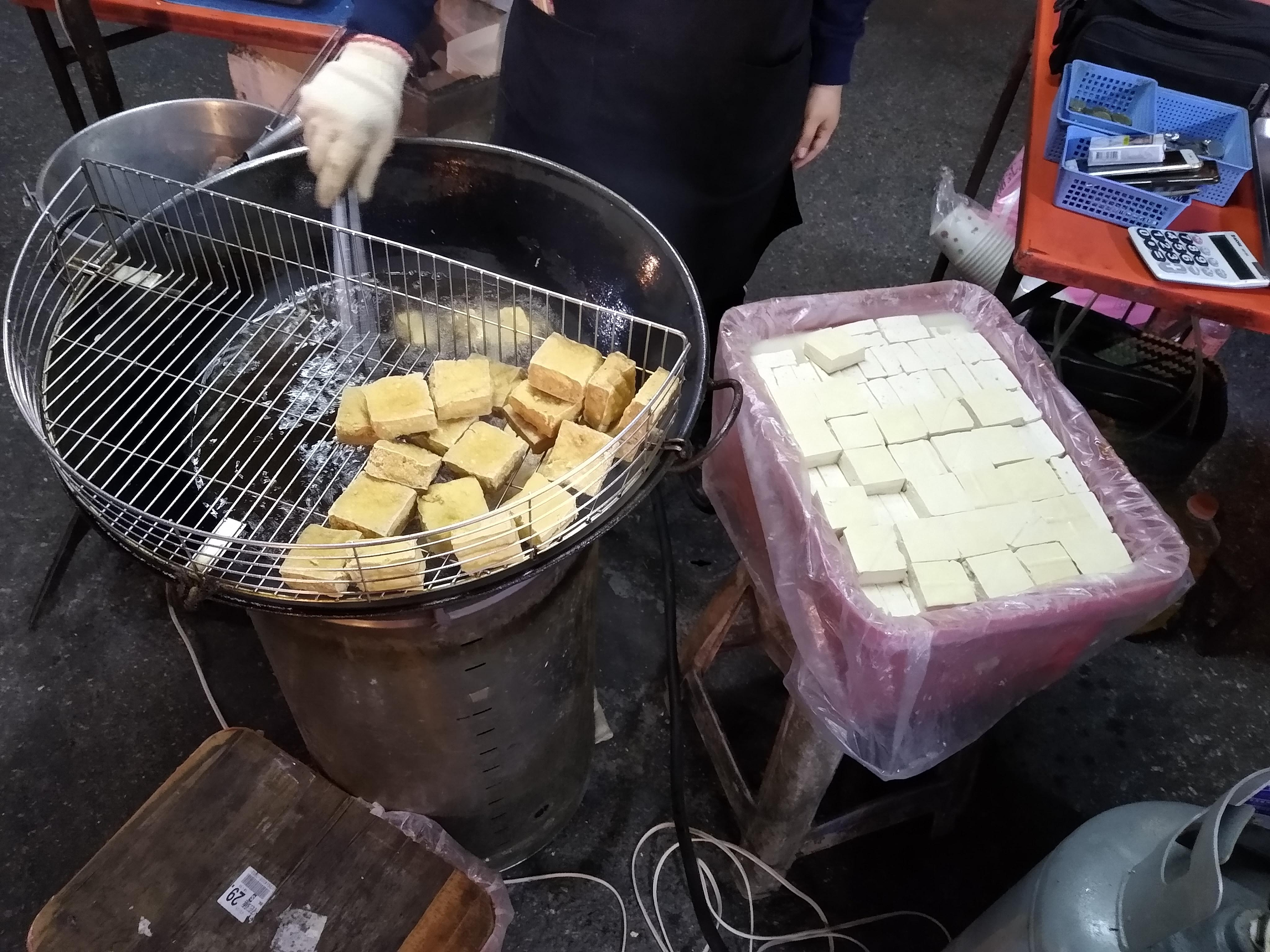
臭豆腐攤販
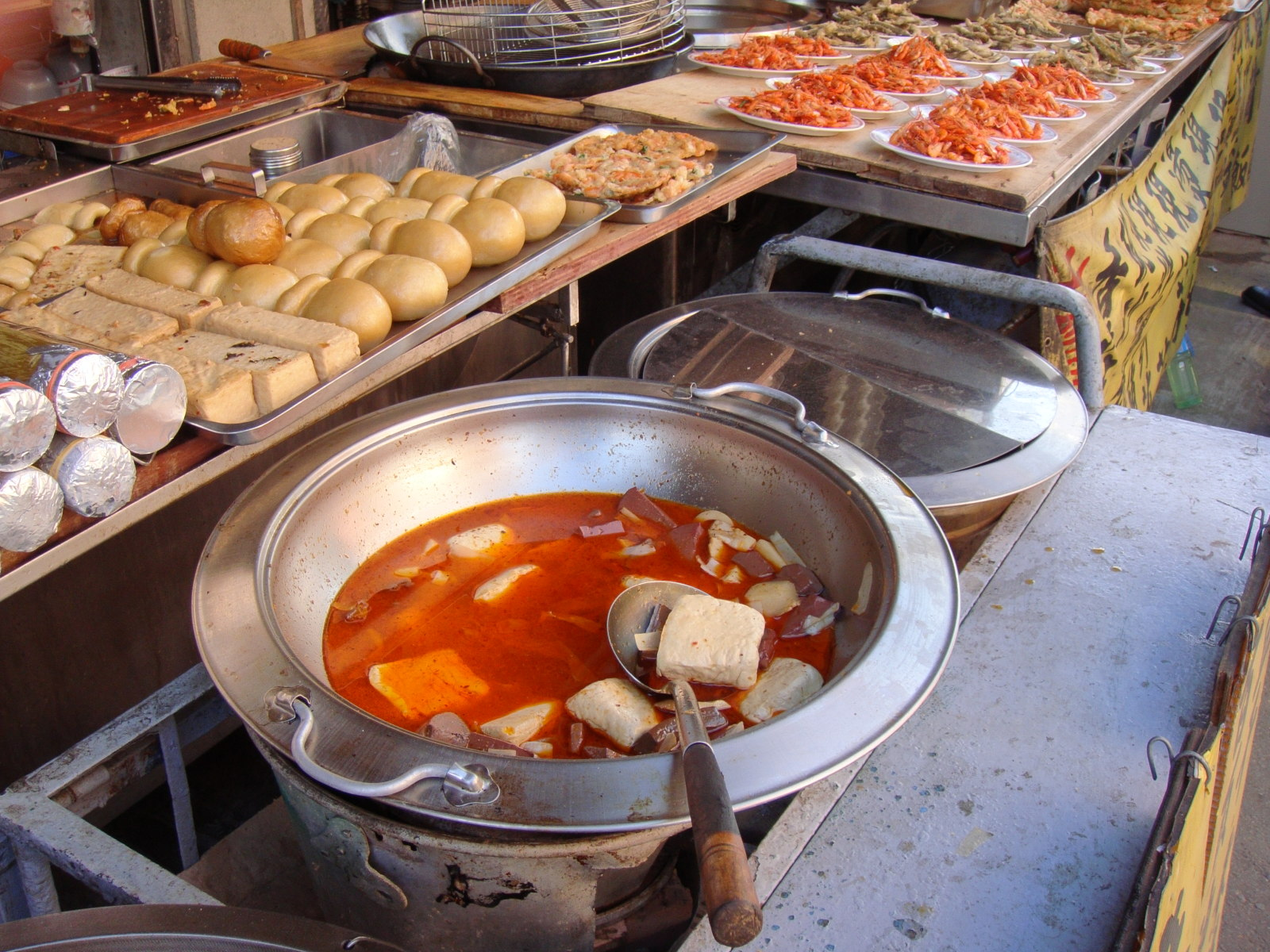
臭豆腐攤販
麻辣臭豆腐
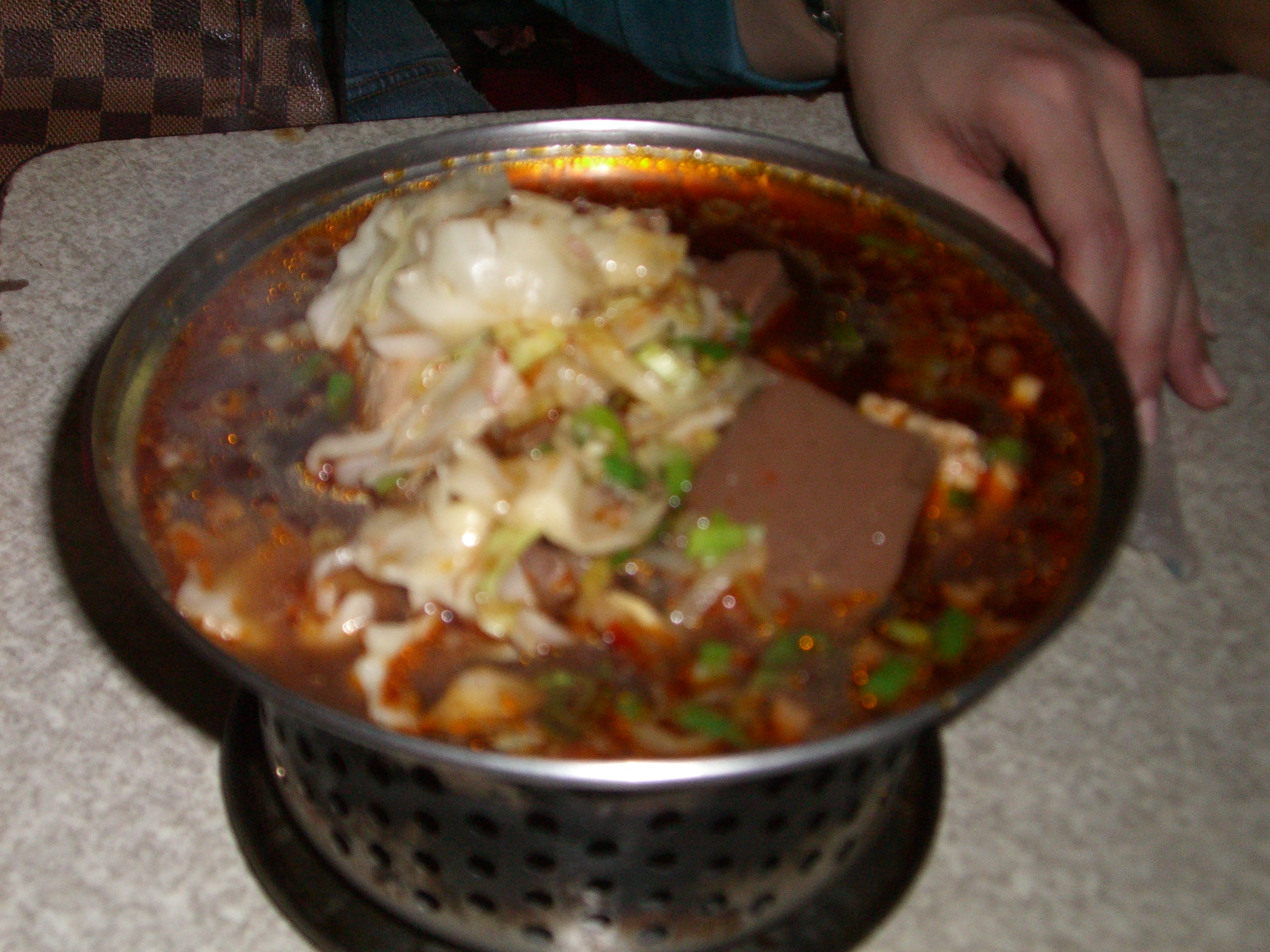
鴨血麻辣臭豆腐
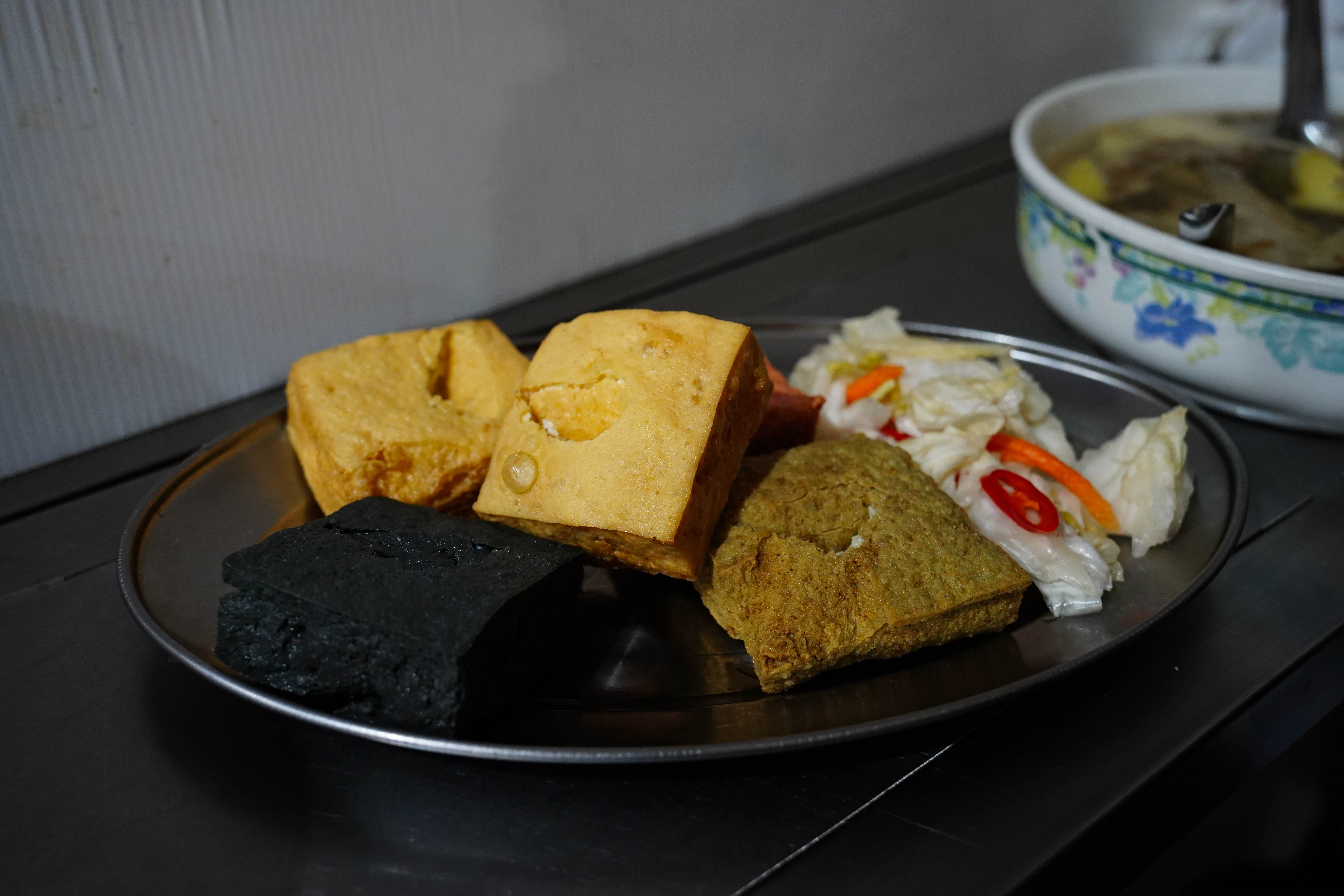
脆皮臭豆腐